# Marc Flavi
Marc Flavi (en llatí Marcus Flavius) va ser un magistrat romà que va repartir carn (visceratio), en el funeral de la seva mare l'any 328 aC. Sembla que això era un honor extraordinari i que era una mostra d'agraïment al poble per haver-la absolt quan fou acusada anys enrere d'adulteri pels edils.
El poble li va mostrar l'agraïment i el va elegir tribú de la plebs als següents comicis tot i que era absent i hi havia altres candidats (327 aC). Va ser elegit tribú de la plebs per segona vegada el 323 aC i va presentar una rogatio, la llei Flavia de Tusculanis per castigar a Tusculum per haver incitat a Velitres i Privernes a fer la guerra a Roma. Els tusculans van poder evitar el càstig anant a Roma, pregant i subornant.